# Morze Sibuyan
Morze Sibuyan – niewielkie morze międzywyspowe w obrębie archipelagu Filipin, ograniczone wyspami: od północy Luzon, od południa Panay, od zachodu Mindoro. Na morzu tym leży wyspa Romblon.
Przez cieśninę Jintotolo na południowym wschodzie jest połączone z morzem Visayan.
24 października 1944 rozegrała się na morzu Sibuyan bitwa morska między Japonią a USA, będąca częścią bitwy morskiej o Leyte.